# Kajaani
Kajaani este un oraș din Finlanda.

### Hărți
- Harta localității Kajaani Arhivat în 18 noiembrie 2008, la Wayback Machine.
- Harta localității Kajaani

în 1902

### Cultură
- Kajaanin Kaupunginteatteri – Kajaani Town Theatre
- Kajaanin Runoviikko – Kajaani Poetry Week
- Kainuun JazzKevät – Kainuu Jazz Spring
- Kajaani Culture Centre